# Playa de Poniente (Benidorm)

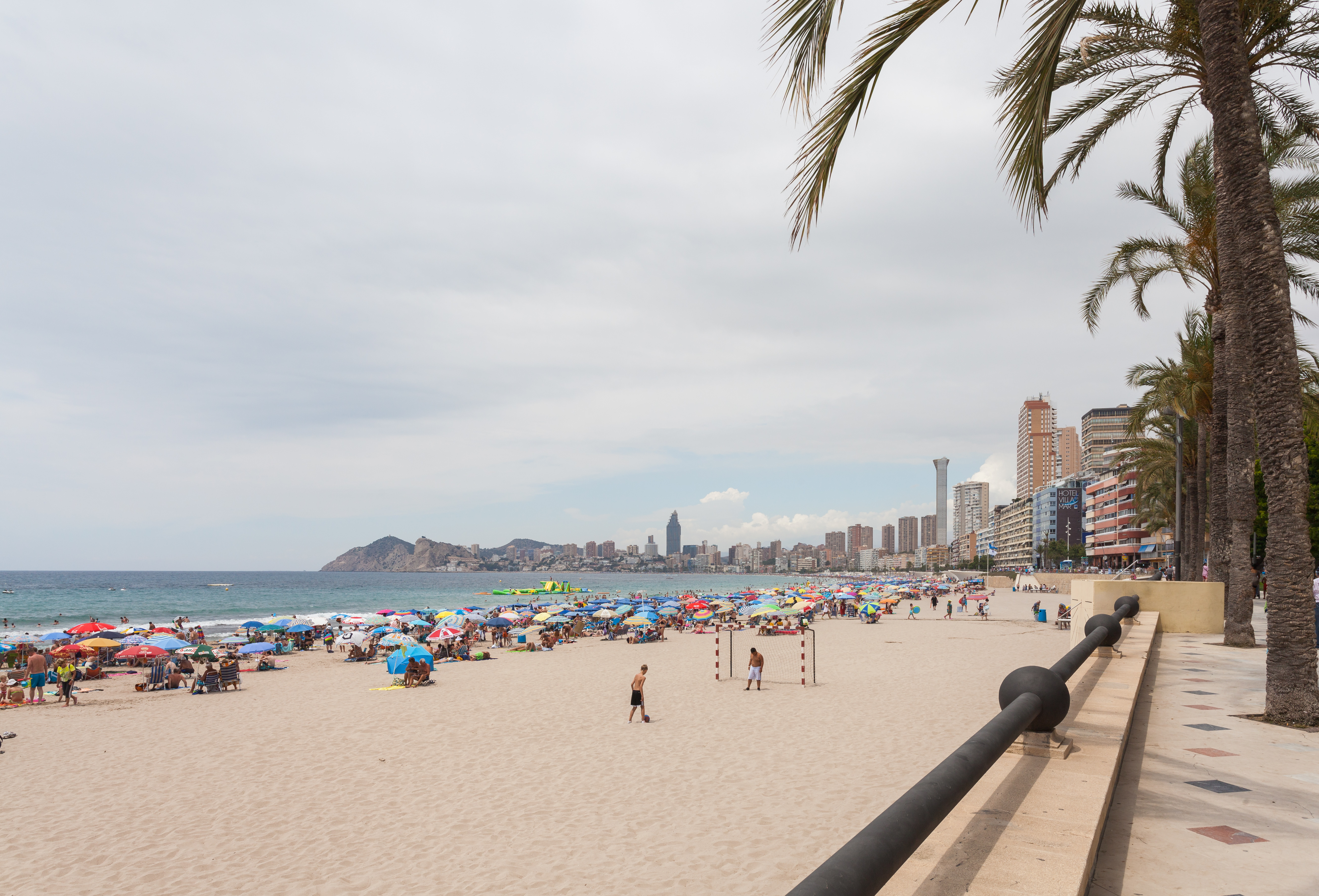
Playa de Poniente, parte sur.

La playa de Poniente es una playa de arena del municipio de Benidorm en la provincia de Alicante (España).
Esta playa limita al este con el puerto deportivo y al oeste con el Tossal y tiene una longitud de 3100 m, con una amplitud de 110 m.
Se sitúa en un entorno urbano, disponiendo de acceso por calle. Cuenta con paseo marítimo y aparcamiento delimitado. Dispone de acceso para minusválidos. Es una playa balizada.
Esta playa cuenta con el distintivo de Bandera Azul.